# Renate Jansen
Renate Jansen (* 7. Dezember 1990 in Abbenes) ist eine niederländische Fußballnationalspielerin, die von 2015 bis 2024 beim FC Twente Enschede spielte und seit 2024 beim PSV Eindhoven.

## Karriere

### Vereine
Jansen begann beim SV Abbenes in ihrem Geburtsort mit dem Fußballspielen. Nach kurzen Stationen bei VV Kagia und Ter Leede / HvA wechselte sie 2008 in die Jugendabteilung von ADO Den Haag. In sieben Spielzeiten – davon die letzten drei in der gemeinsamen belgisch-niederländischen BeNe League – bestritt sie mindestens 140 Punktspiele, erzielte 95 Tore und gewann 2011/12 das Double sowie 2012/13 nochmals den Vereinspokal. In der Saison 2012/13 nahm sie mit ADO an der UEFA Women’s Champions League 2012/13 teil, schied aber im Sechzehntelfinale gegen den russischen Meister FK Rossijanka aus, wobei ihr bei der 1:4-Heimniederlage das Tor für ihre Mannschaft gelang. Der 2:1-Sieg im Rückspiel konnte diese Niederlage nicht mehr wettmachen.
Nachdem die Niederländer und Belgier wieder getrennte Wege gingen, wechselte sie zum Ligakonkurrenten FC Twente Enschede, mit dem sie in ihrer ersten Saison 2015/2016 die Meisterschaft gewann. Als Zweiter der letzten BeNe-League-Saison 2014/15 mussten sich Twente für die UEFA Women’s Champions League 2015/16 qualifizieren, was bei einem Mini-Turnier in der Heimat mit drei Siegen gelang. Im Sechzehntelfinale trafen sie auf den Deutschen Meister FC Bayern München. Durch ein 1:1-Heimremis, bei dem sie das erste Tor erzielte, und ein 2:2 im Auswärtsspiel, erreichten sie aufgrund der Auswärtstorregel das Achtelfinale. In diesem schieden sie durch zwei 0:1-Niederlagen gegen den spanischen Meister FC Barcelona aus. Jansen kam in allen sieben Spielen zum Einsatz. Als Meister der Saison 2015/16 mussten sie sich wieder für die UEFA Women’s Champions League 2016/17 qualifizieren, wofür sie erneut Heimrecht hatten und mit drei Siegen das Sechzehntelfinale erreichten. In diesem setzten sie sich mit zwei Siegen gegen Sparta Prag durch um im Achtelfinale wieder am FC Barcelona zu scheitern. Jansen kam diesmal nur in fünf der sieben Spiele zum Einsatz, konnte aber fünf Tore, davon vier in der Qualifikation erzielen. Als Meister der Saison 2018/19 musste Twente wieder in die Qualifikation für die UEFA Women’s Champions League 2019/20, hatte beim Qualifikationsturnier im August 2019 aber Heimrecht und konnte diesen Vorteil nutzen, um sich für das Sechzehntelfinale zu qualifizieren. Jansen erzielte dabei in den drei Spielen ein Tor. Im Sechzehntelfinale wurde SKN St. Pölten ausgeschaltet. Ohne eigenes Tor, aber mit sieben Gegentoren kam dann das Aus im Achtelfinale gegen den Deutschen Meister VfL Wolfsburg. In der Qualifikation zur UEFA Women’s Champions League 2021/22 scheiterte sie mit Twente in der zweiten Runde an Benfica Lissabon. Da sie nach einem 1:1 daheim das Rückspiel mit 0:4 verloren, verpassten sie die erstmals ausgetragene Gruppenphase. Auch in der Qualifikation für die UEFA Women’s Champions League 2022/23 scheiterten sie an Benfica, diesmal durch eine 1:2-Niederlage im Finale der ersten Runde, bei der ihr nur der Anschlusstreffer gelungen war.
Im Juni 2024 erhielt sie einen Zweijahresvertrag beim PSV Eindhoven.

### Nationalmannschaft
Jansen debütierte am 1. April 2010 erstmals im Nationaltrikot des KNVB, als sie beim 1:0-Sieg gegen die Nationalmannschaft der Slowakei in der 82. Minute für Kirsten van de Ven eingewechselt wurde. Ein Jahr später erzielte sie im vorletzten Testspiel vor der ersten WM-Teilnahme der Niederländerinnen beim 7:0-Sieg über die Nationalmannschaft Estlands ihre ersten beiden Länderspieltore. Dabei war sie erst in der 76. Minute beim Stand von 5:0 eingewechselt worden und erzielte zunächst zehn Minuten später das 6:0 und in der dritten Minute der Nachspielzeit das 7:0 Kurz zuvor war sie für den vorläufigen WM-Kader nominiert worden. Für die WM wurde sie dann aber nicht berücksichtigt. In den nächsten Jahren wurde sie auch nur sporadisch eingesetzt. Bei der EM im eigenen Land 2017 wurde sie zwar in vier Spielen eingesetzt, es waren aber immer nur Kurzeinsätze, wie im Finale, wo sie in der 90. Minute eingewechselt wurde. In der Qualifikation für die WM 2019 kam sie zwar in neun Spielen zum Einsatz, jedoch nur einmal über 90 Minuten. Bei der WM hatte sie nur einen Kurzeinsatz von drei Minuten im Gruppenfinale gegen die Nationalmannschaft Kanadas. Ihre Mannschaft erreichte dann das Finale, in dem sie gegen Titelverteidiger USA mit 0:2 verlor.
In der anschließenden und erfolgreichen Qualifikation zur EM 2022 hatte sie fünf Einsätze. Sie wurde auch für das wegen der COVID-19-Pandemie um ein Jahr verschobene olympischen Fußballturnier 2020 nominiert. Dort wurde sie in den Gruppenspielen gegen die Nationalmannschaften Chinas und Sambias eingewechselt. Im Viertelfinale, das gegen Weltmeister USA mit 2:4 im Elfmeterschießen verloren wurde, kam sie nicht zum Einsatz.
In den ersten sieben Spielen der Qualifikation für die WM 2023 saß sie viermal auf der Bank. Im letzten Spiel der Qualifikation gegen die Nationalmannschaft Islands gehörte sie der Startelf an, wurde jedoch nach 66 Minuten durch Esmee Brugts ersetzt, die in der Nachspielzeit das Tor zum 1:0-Sieg schoss, wodurch sich die Niederländerinnen für die WM-Endrunde qualifizierten.
Für die im Juli 2022 ausgetragene EM-Endrunde wurde sie nominiert, wurde jedoch im Turnier nicht eingesetzt.
Am 30. Juni 2023 wurde sie für die WM-Endrunde nominiert. Sie ist die zweitälteste Spielerin im Kader. Sie wurde aber nur in der vierten Minute der Nachspielzeit des Gruppenspiels gegen Titelverteidiger USA eingewechselt. Ihre Mannschaft schied im Viertelfinale gegen den späteren Weltmeister Spanien nach Verlängerung aus.
Da erstmals das Abschneiden bei der WM für die europäischen Teams nicht entscheidend für die Qualifikation zu den Olympischen Spielen 2024 war, hatten die Niederländerinnen noch die Chance sich über die UEFA Women’s Nations League 2023/24 für die Spiele in Paris zu qualifizieren. Sie konnten sich als Gruppengegner für das Final Four Turnier qualifizieren, bei dem um zwei Olympiatickets gespielt wurde. Im Halbfinale verloren sie aber gegen Weltmeister Spanien, der sich damit erstmals für die Olympischen Spiele qualifizierten und im Spiel um Platz 3 trotz Heimrecht gegen Deutschland. Jansen kam in vier Gruppenspielen und im Halbfinale zum Einsatz. Im ersten Spiel gegen England erzielte sie sechs Minuten nach ihrer Einwechslung in der 90. Minute den 2:1-Siegtreffer.
Sie wurde auch für die EM-Endrunde 2025 nominiert. Dort wurde lediglich im letzten Gruppenspiel bei der 2:5-Niederlage gegen Frankreich in der 90. Minute eingewechselt. Durch die Niederlage schieden die Niederländerinnen aus.

## Erfolge
Nationalmannschaft
- Finalist Weltmeisterschaft 2019
- Europameister 2017
- Algarve-Cup-Sieger 2018

ADO Den Haag
- Niederländischer Meister 2012
- KNVB-Pokal-Sieger 2012, 2013

FC Twente Enschede
- Niederländischer Meister 2016, 2019, 2021, 2022, 2024
- Eredivisie Cup 2022, 2023
- KNVB-Pokal-Sieger 2023
- Supercup-Sieger 2023, 2024